# زاوية سيدي بوراوي
زاوية سيدي بوراوي هي زاوية تونسية تقع في مدينة سوسة.

## التاريخ
تقع الزاوية وسط مدينة سوسة وتحمل اسم ولي المدينة وحاميها سيدي أبو عبد الله بن عمران بوراوي، وهو مرابط صوفي أصله من منطقة سوس بالمغرب  استقر بوراوي في المدينة في العهد الحفصي. 
تؤوي الزاوية ضريح المكرم الذي يواصل السكان المحليون زيارته لطلب نعمته، ولا سيما خلال لحظات الحياة المهمة: الزواج والختان والمناسبات الدينية.